# 国道354号

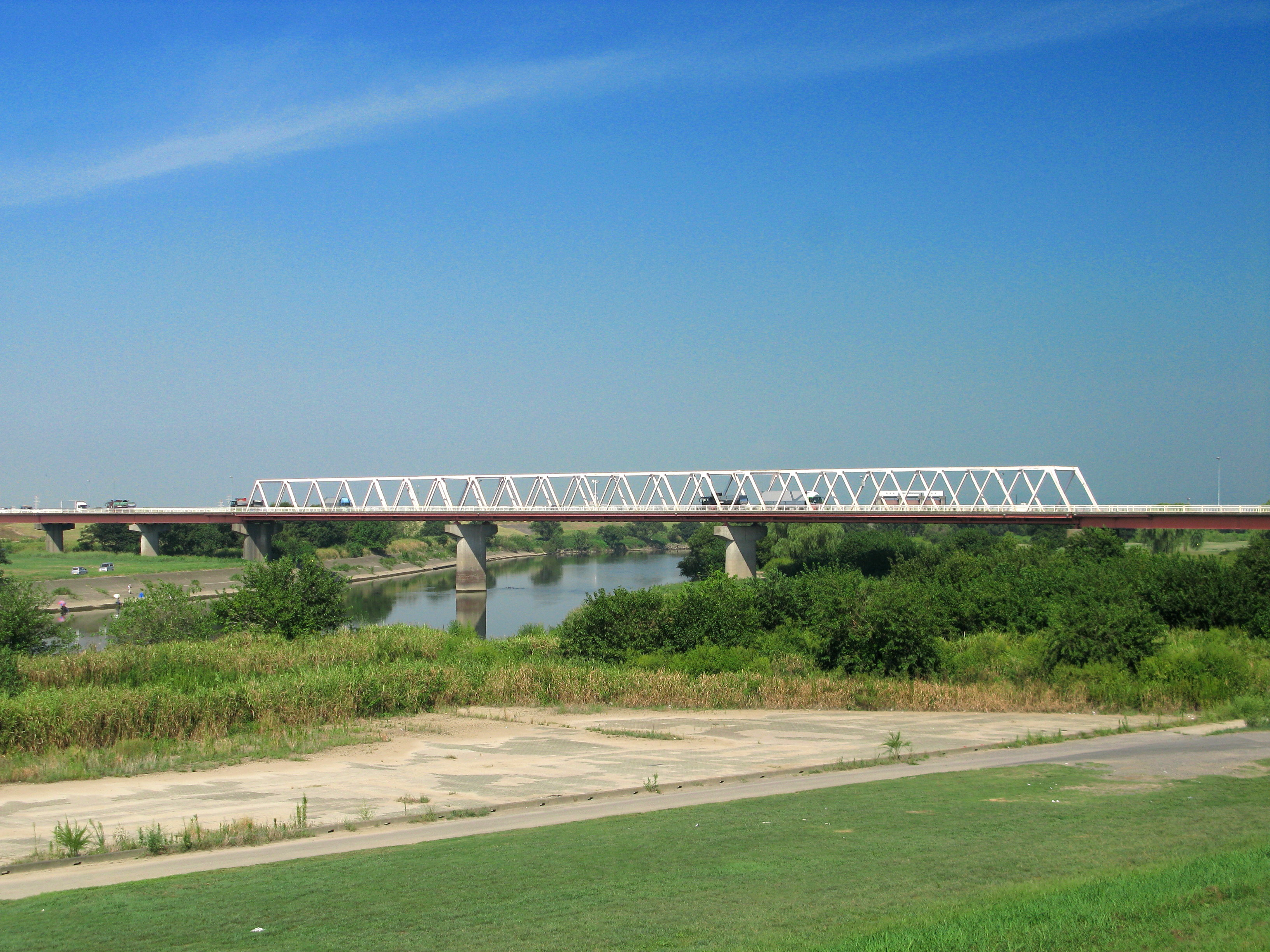
埼玉県と茨城県の県境に掛かる三国橋

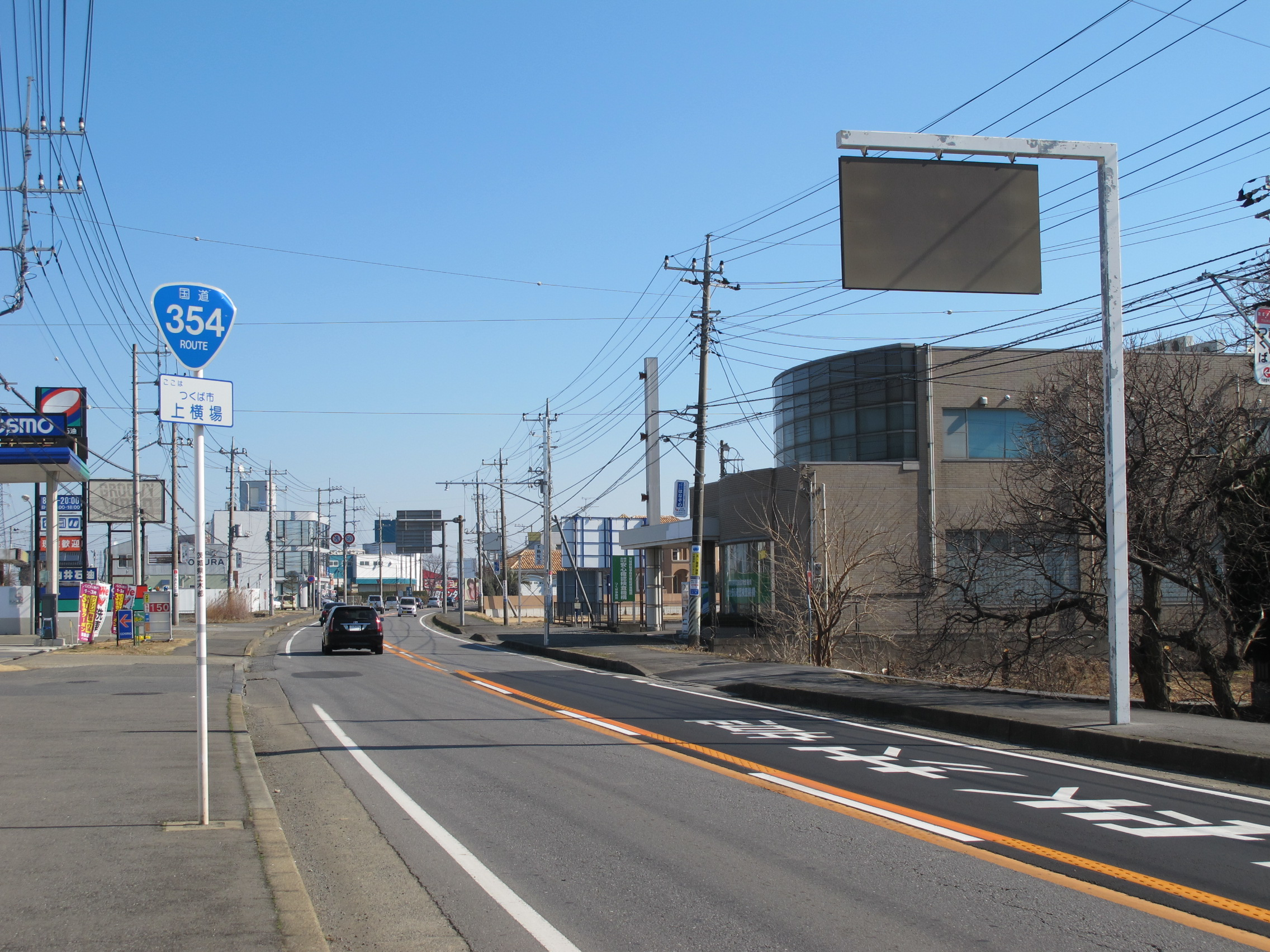
茨城県つくば市上横場（2013年2月）

国道354号（こくどう354ごう）は、群馬県高崎市から茨城県鉾田市に至る一般国道である。

## 概要
群馬県佐波郡玉村町付近から茨城県坂東市付近までを利根川とほぼ並走する。群馬県では中毛・西毛地域と東毛地域を連絡する路線として交通量が多いが、市街地を経由したり右左折する箇所が多いこともあり、通勤・帰宅時には混雑する。そのため、バイパスとして高崎市と邑楽郡板倉町を結ぶ東毛広域幹線道路が整備され2014年（平成26年）8月に全線開通し、国道354号となった。翌年完全4車線化が行われ、旧道区間の大部分が群馬県道142号綿貫篠塚線に降格となった。
茨城県でも狭隘区間があり、市街地では通勤・帰宅時には混雑する箇所がある。そのため、バイパスとして境岩井バイパスなど複数のバイパスが計画され、整備が進められている。

### 路線データ
一般国道の路線を指定する政令に基づく起終点および重要な経過地は次のとおり。
- 起点：高崎市（君が代橋交差点 = 国道17号交点、国道18号起点）
- 終点：茨城県鹿島郡大洋村[注釈 2]（大洋総合支所入口交差点 = 国道51号交点[2]）
- 重要な経過地：伊勢崎市（韮塚町）、太田市（西矢島町）、館林市、古河市、茨城県猿島郡総和町[注釈 3]、同郡境町、岩井市[注釈 4]、水海道市[注釈 5]、つくば市、土浦市、同県行方郡玉造町[注釈 6]
- 総延長 : 195.1 km（茨城県 120.1 km、群馬県 70.9 km、埼玉県 4.2 km）重用延長、未定供用延長を含む。[3][注釈 7]
- 重用延長 : 4.3 km（茨城県 2.6 km、群馬県 1.6 km、埼玉県 - km）[3][注釈 7]
- 未供用延長 : 0.3 km（茨城県 0.3 km、群馬県 - km、埼玉県 - km）[3][注釈 7]
- 実延長 : 190.6 km（茨城県 117.1 km、群馬県 69.4 km、埼玉県 4.2 km）[3][注釈 7]
  - 現道 : 163.0 km（茨城県 95.8 km、群馬県 63.0 km、埼玉県 4.2 km）[3][注釈 7]
  - 旧道 : 7.6 km（茨城県 7.4 km、群馬県 0.1 km、埼玉県 - km）[3][注釈 7]
  - 新道 : 20.1 km（茨城県 13.9 km、群馬県 6.2 km、埼玉県 - km）[3][注釈 7]
- 指定区間：なし[4]

## 歴史
- 1975年（昭和50年）4月1日：一般国道354号（館林市 - 高崎市）として指定施行。当時の起点は富士見町（現 : 赤土町）交差点（＝国道122号、群馬県道・栃木県道57号館林藤岡線交点）、終点は現在の起点と同じ。路線延長は53.6 kmであった[要出典]。なお、富士見町交差点 - 茨城県古河市の大堤交差点（=国道4号日光街道交点）までは群馬県道・埼玉県道・茨城県道2号前橋古河線の一部だった。
- 1993年（平成5年）
  - 4月1日
    - 一般国道354号（高崎市 - 鹿島郡大洋村[注釈 2]）として指定施行。従来の区間より起終点を逆転し、茨城県鹿島郡大洋村[注釈 2]までの区間が追加され、北関東の東西を結ぶ路線となった[5][6]。
    - 一般国道354号に指定施行されたことに伴い、群馬県内の県道前橋古河線（前橋市 - 伊勢崎市 - 館林市 - 〈茨城県古河市〉、整理番号2）を廃止。

  - 11月15日：道路改良により、行方郡玉造町字甲（泉北交差点） - 行方郡北浦村大字小貫のバイパス道路（約1.4 km）が開通[7]。
- 1994年（平成6年）
  - 3月30日：道路改良により、玉造町甲（玉造中学校前 - 泉北交差点）のバイパス道路（約2 km）が開通[8]。
  - 4月1日：霞ヶ浦大橋が国道354号の道路区域として決定される[9]。
- 1997年（平成9年）8月7日：茨城県の水海道有料道路（一部区間）が開通[10]。
- 1999年（平成11年）
  - 4月15日：北浦バイパスの一部（行方郡北浦町次木 - 内宿）が開通する[11]。
  - 8月19日：終点付近の旧道が指定解除され、終点・国道51号交点が汲上交差点から大洋総合支所入口交差点に移る[2]。
- 2000年（平成12年）
  - 3月30日：新三国橋のバイパス道路が開通[12]。
  - 4月1日：茨城県古河市錦町 - 土浦市中、筑波郡谷和原村大字台 - つくば市花島新田、水海道市豊岡町 - 水海道市中山町の各区間が、通行する車両の最大重量限度25トンの道路に指定される[13]。
  - 4月20日：茨城県猿島郡境町大字塚崎（境西高北交差点 - 塚崎南交差点）のバイパス区間（1.62 km）が指定解除となり茨城県道190号境間々田線に降格する[14]。
  - 5月15日：岩井市岩井の区間[注釈 8]を電線共同溝を整備すべき道路に指定[15]。
- 2001年（平成13年）
  - 3月1日：茨城県古河市(県境) - 同市大字鴻ノ巣、岩井市大字馬立 - 同市幸田、行方郡玉造町大町 - 同町字原の各区間を、通行する車両の最大重量限度25トンの道路に指定[16]。
  - 3月28日：道の駅たまつくりを開設[17]。
  - 6月11日：岩井市岩井 - 辺田の区間を電線共同溝を整備すべき道路に追加指定[18]。
  - 7月19日：深谷バイパス（茨城県新治郡霞ヶ浦町）が開通[19]。
- 2004年（平成16年）
  - 3月22日：古河市大字立崎 - 猿島郡境町大字塚崎、境町字蓮池 - 岩井市大字三、岩井市大字岩井 - 水海道市新井木町、筑波郡谷和原村福岡台 - 土浦市千束町、古河市錦町 - 同市大字牧野地、水海道市相野谷町 - つくば市花島新田の旧道の各区間が、通行する車両の高さの最高限度4.1 mの道路に指定される[20]。
  - 4月1日：行方郡玉造町甲 - 行方郡北浦町山田の区間を、通行する車両の最大重量限度25トンの道路に指定[21]。
- 2005年（平成17年）2月4日 - 岩井水海道バイパス・水海道有料道路が全線開通（暫定2車線）[22]。
- 2006年（平成18年）4月6日：坂東市猫実 - 常総市豊岡町の区間を、通行する車両の最大重量限度25トンの道路に指定[23]。
  - つくばみらい市箕輪 - 同市台の区間を、通行する車両の高さの最高限度4.1メートルの道路に指定[24]。
- 2007年（平成19年）
  - 3月28日：大蔵バイパス（茨城県鉾田市大蔵地内）が開通する[25]。
  - 4月2日：土浦市菅谷町 - 行方市玉造甲の区間を、通行する車両の最大重量限度25トンの道路に指定[26]。
- 2008年（平成20年）4月1日：鉾田市札地内の区間を、通行する車両の最大重量限度25トンの道路に指定[27]。
- 2009年（平成21年）11月26日：常総市新井木町（大和橋北交差点）- つくば市花島新田（上萱丸交差点）の小貝川沿いの旧道（5.082 km）が指定解除され、つくばみらい市道へ降格[28][注釈 9]。
- 2011年（平成23年）3月11日：東日本大震災により、北浦にかかる鹿行大橋が崩落。
- 2012年（平成24年）4月26日：鹿行大橋を含む北浦バイパス（茨城県行方市 - 鉾田市）が全線開通[29]。
- 2013年（平成25年）4月4日：バイパス路となっていた、かすみがうら市深谷（霞ヶ浦中学校前）- 同市西成井のかすみがうら市道（2.769 km）を国道に編入し、同市深谷（深谷団地） - 同市西成井（霞ケ浦庁舎付近）の旧道区間（2.184+2.919 km）を国道指定解除[30]。
- 2014年（平成26年）
  - 3月24日：行方市山田の狭隘な一方通行を含む区間（620 m）が指定解除され、行方市道へ降格[31]。
  - 8月31日：東毛広域幹線道路として整備されていた路線が国道354号となる。
  - 10月10日：高崎市綿貫町 - 邑楽町篠塚の現道が指定解除により大部分が群馬県道142号綿貫篠塚線となる[32]。
- 2015年（平成27年）
  - 2月5日：土浦市立田町（亀城公園北交差点）- 若松町の国道125号区間（2.26 km）を編入。旧市街地を走る土浦市中央2丁目（国道125号交点）- 木田余（木田余バイパス西入口）の旧道（3.392 km）が指定解除され、土浦市道へ降格[33]。
  - 3月29日：圏央道境古河IC供用に伴い、境岩井バイパスの一部区間（境町）を供用開始[34][35]。
  - 6月16日：坂東市中心市街地の国道354号街路整備事業（都市計画道路 辺田本町線：事業延長895 m）が完成[36][37]。
  - 8月12日：バイパス区間の坂東市岩井 - 馬立の供用開始により、岩井バイパスが全線開通[38][39]。
  - 8月27日：東日本大震災で崩落した鹿行大橋の旧橋について、道路区域指定を解除[40]。
  - 12月21日：常総市内の水海道郵便局前 - 新井木 - 大和橋北の現道区間を指定解除し、水海道郵便局前 - 新井木 - 相平橋西のルート（国道294号と一部重複）に変更指定[41]。

- 2018年（平成30年）
  - 3月24日：板倉北川辺バイパスが開通[42]。
  - 4月1日

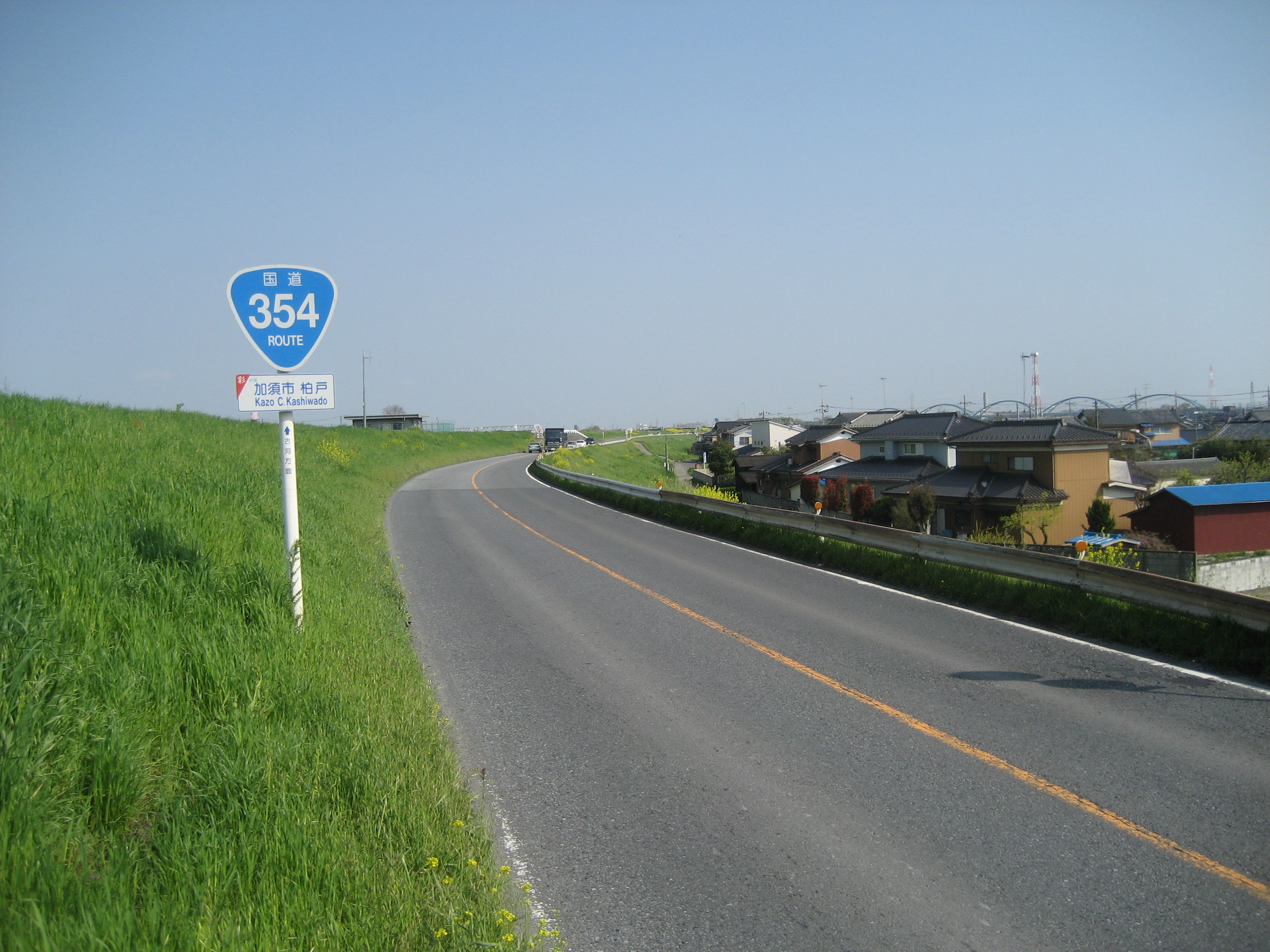
埼玉県加須市内（渡良瀬遊水地沿い）（現：埼玉県道9号佐野古河線）

    - 坂東市岩井 - 同市馬立および、かすみがうら市深谷 - 同市西成井の区間を、通行する車両の最大重量限度25トンの道路に指定[43]。
    - 坂東市岩井 - 同市馬立および、つくば市谷田部 - 同市真瀬の区間を、通行する車両の高さの最高限度4.1 mの道路に指定[44]。

  - 4月27日：板倉北川辺バイパスの開通に伴い、旧道区間のうち、群馬・埼玉県境 - 加須市三国橋交差点と、柏戸交差点 - 柏戸（中）交差点の国道指定が解除され、それぞれ加須市道および埼玉県道46号加須北川辺線、栃木県道・群馬県道・埼玉県道・茨城県道9号佐野古河線へと降格[45]。
- 2019年（令和元年）7月31日：常総市豊岡町 - 同市新井木町（新井木交差点）間を、国際コンテナ車[注釈 10]の重量・長さ上限を引き上げる道路に指定[46]。
- 2020年（令和2年）
  - 3月30日：猿島郡境町字浅間下（県道17号交点） - 猿島郡境町大字下小橋（下小橋交差点）の旧道の一部が国道指定解除により移管される[47]。
  - 4月1日
    - 土浦市若松町（若松町交差点） - 同市木田余（木田余跨線橋東交差点）を、通行する車両の総重量の最高限度25トンの道路に指定[48]。
    - 土浦市若松町（若松町交差点） - 同市木田余（木田余跨線橋東交差点）を、通行する車両の高さの最高限度が4.1メートルの道路に指定[49]。
- 2022年（令和4年）4月1日
  - 土浦市木田余（木田余跨線橋東） - 同市手野町（手野町南） - 同市菅谷町（おおつの団地入口）を、通行する車両の総重量の最高限度25トンの道路に指定[50]。
  - 土浦市木田余（木田余跨線橋東） - 同市手野町（手野町南） - 同市菅谷町（おおつの団地入口）を、通行する車両の高さの最高限度が4.1メートルの道路に指定[51]。
- 2023年（令和5年）
  - 4月1日
    - 猿島郡境町大字猿山（猿山南交差点） - 同町大字蛇池（境古河IC）を、通行する車両の総重量の最高限度25トンの道路に指定[52]。
    - 猿島郡境町大字猿山（猿山南交差点） - 同町大字蛇池（境古河IC）を、通行する車両の高さの最高限度が4.1メートルの道路に指定[53]。

  - 10月10日：坂東市辺田の一部区間を電線共同溝を整備すべき道路に指定[54]。
- 2024年（令和6年）3月14日：土浦市木田余（木田余跨線橋東交差点） - 同市手野町（手野町交差点）の土浦バイパスの旧道（2.88 km）が移管されて、土浦市道に降格[55]。

## 路線状況

### 通称
- 「さんごーよん」
- 高崎市では、右左折を繰り返すたびに駒形線→渋川街道→本町通り→旧中山道→八間道路→伊勢崎街道→長瀞線→例幣使街道と愛称が変わる。
- 古河街道（館林市小桑原町 - 古河市、国道昇格以前は現在の群馬県道2号前橋館林線とあわせて「前橋古河線」であったことから）
- 土浦野田線（つくば市および土浦市周辺、旧茨城県道土浦野田線であったことから、筑波研究学園都市内における都市計画街路名が「土浦野田通り」であるため。単に「野田線」とも呼ばれる）

### バイパス
群馬県
- 東毛広域幹線道路（高崎市 - 邑楽郡板倉町）
  - 高崎駅東口線（高崎市）
  - 高崎第二バイパス（高崎市）
  - 高崎玉村バイパス （高崎市 - 佐波郡玉村町）
  - 玉村伊勢崎バイパス（佐波郡玉村町 - 伊勢崎市）
  - 南部幹線（伊勢崎市）
  - 境バイパス（伊勢崎市）
  - 新田太田バイパス（伊勢崎市 - 太田市）
  - 太田バイパス（太田市）
  - 東毛幹線（太田市 - 邑楽郡大泉町）
  - 大泉邑楽バイパス（邑楽郡大泉町 - 邑楽郡邑楽町）
  - 館林バイパス（邑楽郡邑楽町 - 館林市）
  - 板倉バイパス（館林市 - 邑楽郡板倉町）
- 板倉北川辺バイパス（邑楽郡板倉町 - 埼玉県加須市）

埼玉県
- 新三国橋、柏戸陸橋（加須市 - 茨城県古河市）

茨城県
- 古河境バイパス : 事業中（古河市 - 猿島郡境町）
- 境岩井バイパス : 事業中（猿島郡境町 - 坂東市）
  - 2015年（平成27年）3月29日、首都圏中央連絡自動車道（圏央道）境古河インターチェンジ (IC) の供用と同時に、境町猿山 - 境町蛇池地内の供用を開始[34]。茨城県道17号結城野田線と境古河ICを結ぶ。
- 岩井バイパス（坂東市）
- 岩井水海道バイパス（坂東市 - 常総市）
  - 水海道有料道路（常総市）
- 谷和原学園通り（常総市相平橋西 - つくば市真瀬）
- 谷田部バイパス（つくば市）
- 土浦バイパス（土浦市）
- 深谷バイパス（かすみがうら市）
  - かすみがうら市深谷地区の道路改良事業で2001年（平成13年）7月19日に開通したバイパス道路[19]。当該バイパスの南側で平行する旧道は深谷地区の集落を抜ける道路で、バイパス開通以降は市道となっている[30]。

- 北浦バイパス（行方市 - 鉾田市）

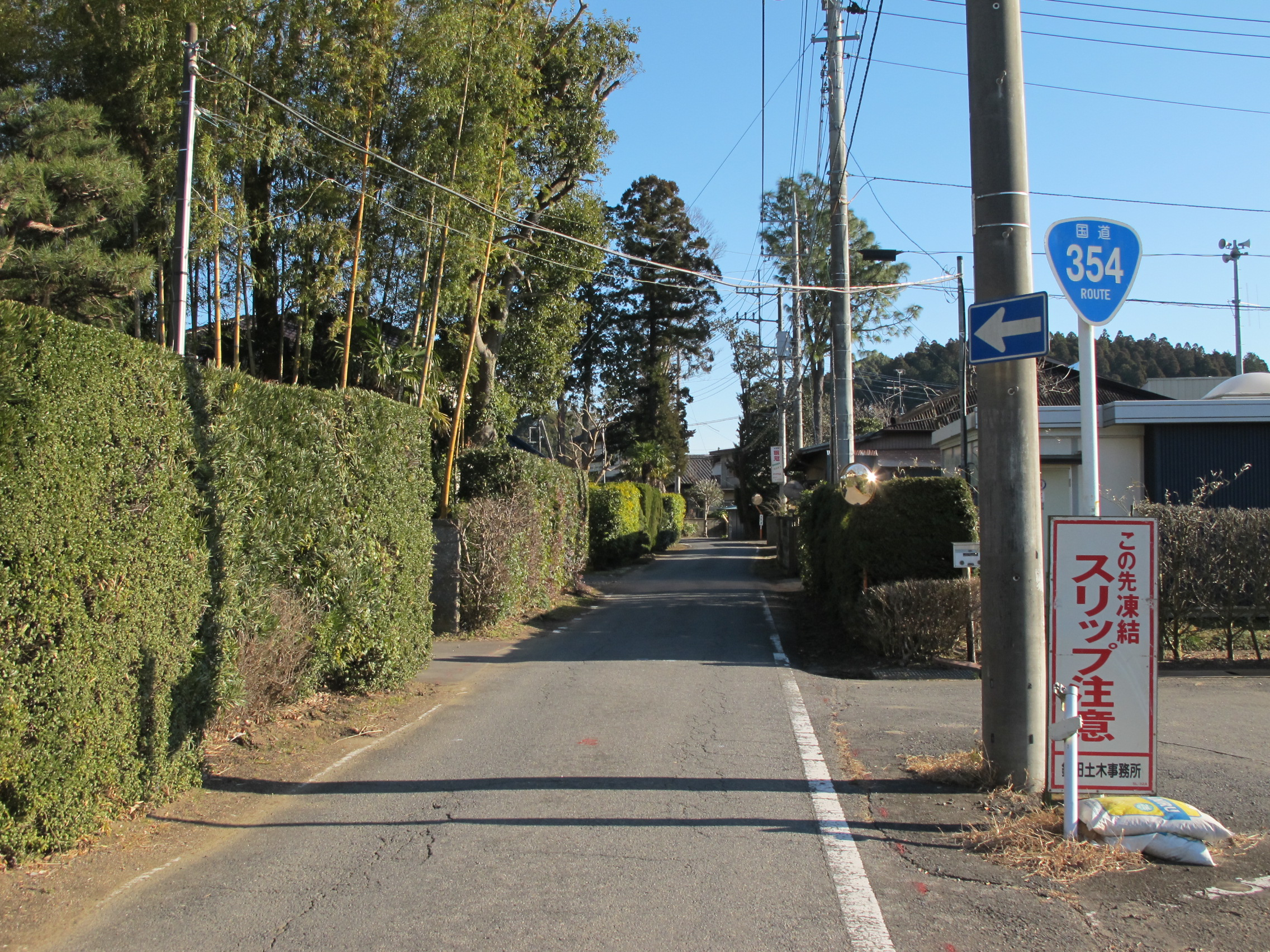
国道354号旧道（茨城県行方市山田）の一方通行区間。北浦バイパスが開通されるまでの国道354号唯一の一方通行区間で、2014年3月まで国道に指定されていた。（2014年1月撮影）

  - 行方市次木から鉾田市札までの、かつて狭隘道路であった区間の道路改良事業で開通したバイパス。北浦を渡る鹿行大橋（ろっこうおおはし）を含む。北浦バイパス開通前の小舟津十字路 - 大洋村札間はその狭さから、俗に言う「酷道」のひとつに数えられることがあった。北浦を渡る鹿行大橋の旧橋はすれ違いに十分な幅員がなく、道路の北側に設けられた3ヶ所の退避所ですれ違いが行われていた[注釈 11]。また、橋の手前の小舟津十字路交差点（茨城県道・千葉県道2号水戸鉾田佐原線交点）からの約100 mの区間は一方通行となっており、鉾田・鹿行大橋側から土浦方面へ行くには、一度並走する茨城県道・千葉県道2号水戸鉾田佐原線を走行するしかなかったが、2012年4月26日に鹿行大橋架け替えも含めた北浦バイパス（総延長5.600 km）が開通した[29][57]ことにより、この問題は解消された。鹿行大橋に関しては2011年3月11日に発生した東北地方太平洋沖地震（東日本大震災）で旧橋が崩落し[58]、新橋が開通するまで通行できない状態が続いていた。
- 大蔵バイパス（鉾田市）

### 有料道路
- 水海道有料道路

### 重複区間
- 国道122号（群馬県館林市・クリーンセンター前交差点 - 館林市・小桑原交差点）
- 国道125号（茨城県土浦市中央2丁目・亀城公園北交差点 - 土浦市若松町・若松町交差点：2.26 km[33]）

#### 重複区間の補足
重複区間には指定されていないが、2014年4月12日に開通した国道122号のバイパス道路である『八重笠道路』と、2018年3月26日に開通した同じく国道122号のバイパス道路である『館林明和バイパス』が接続されたため、両バイパスの往来に当路線がドライバーにより利用されている。
ただし、重複区間には前述のクリーンセンター前交差点～小桑原交差点間（旧国道122号との交差点）が指定されたため、厳密には両バイパスはそれぞれ単独で存在しているものとされており、直接的な関連はない。

### 道路施設

#### 主な橋梁

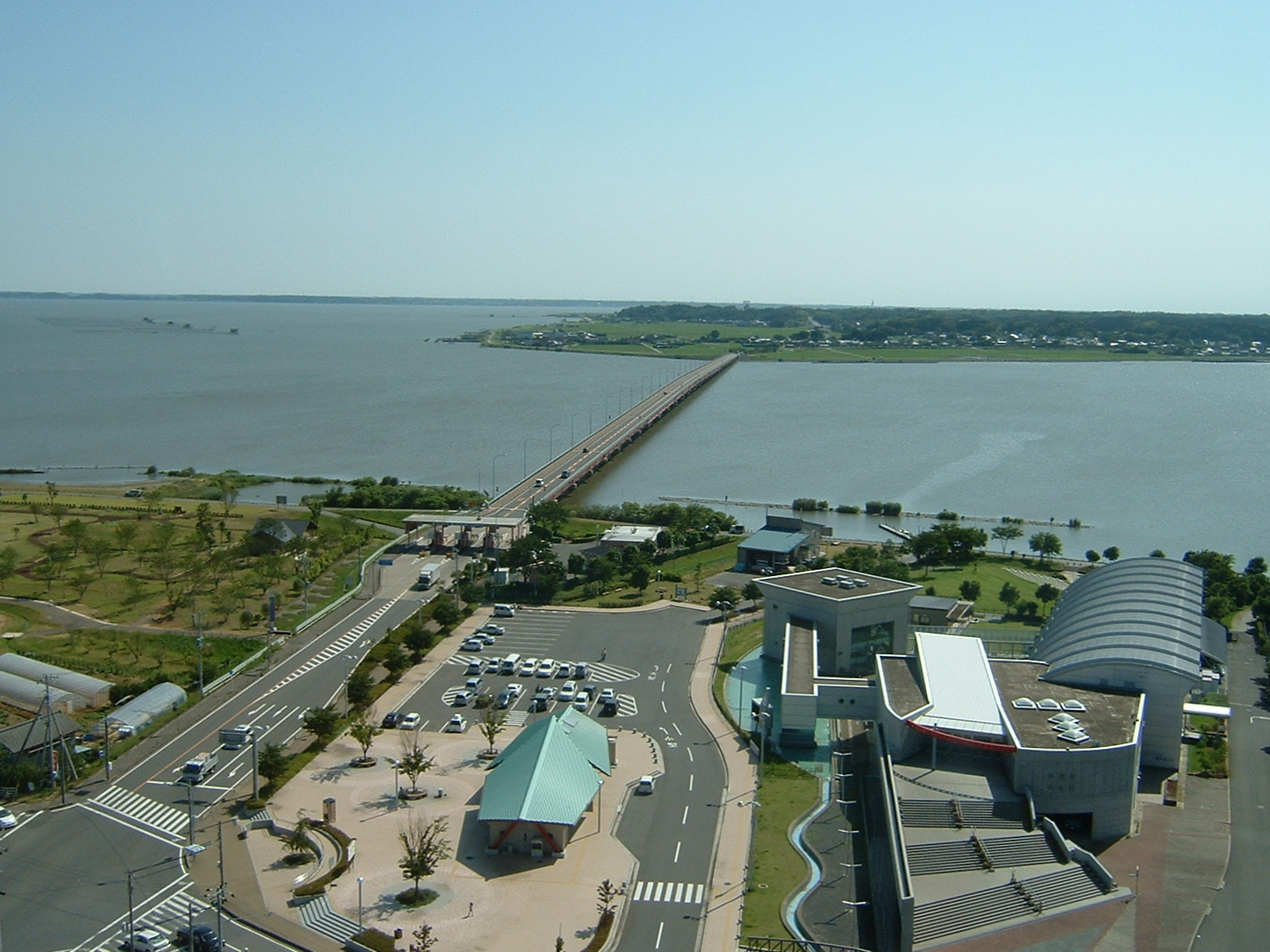
霞ヶ浦大橋の全景

- 伊勢玉大橋（利根川、群馬県佐波郡玉村町 - 群馬県伊勢崎市）
- 三国橋（渡良瀬川、埼玉県加須市 - 茨城県古河市）
- 新三国橋（渡良瀬川、埼玉県加須市 - 茨城県古河市）※バイパス
- 豊水橋（鬼怒川、常総市）※現道
- 霞ヶ浦大橋（霞ケ浦（西浦）、かすみがうら市 - 行方市）
- 鹿行大橋（北浦、行方市 - 鉾田市）

#### 道の駅
- 群馬県
  - 玉村宿（佐波郡玉村町）
- 茨城県
  - さかい（猿島郡境町）
  - たまつくり（行方市）

### 交通量
2005年度（平成17年度道路交通センサスより）
平日24時間交通量（台）
| 地点                     | 台数   |
| ------------------------ | ------ |
| 佐波郡玉村町下新田467    | 13,531 |
| 伊勢崎市境下武士389-1    | 14,132 |
| 太田市岩松町523-3        | 18,697 |
| 邑楽郡板倉町大字板倉1724 | 4,299  |
| つくばみらい市箕輪129-1  | 11,880 |
| つくば市上萱丸188        | 22,294 |
| 土浦市手野町2154-13      | 13,605 |

## 地理

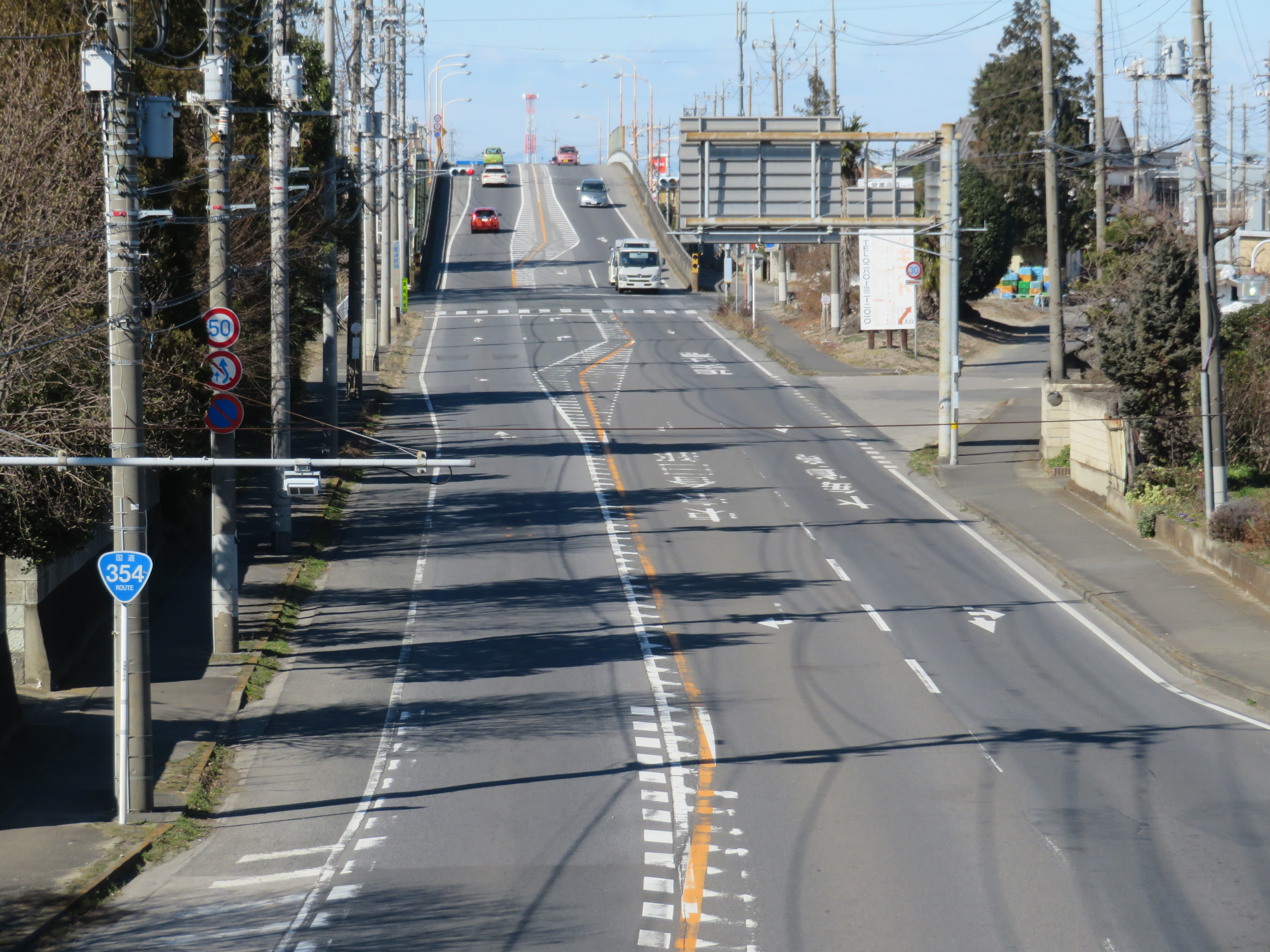
茨城県古河市大堤付近

### 通過する自治体
- 群馬県
  - 高崎市 - 佐波郡玉村町 - 伊勢崎市 - 太田市 - 邑楽郡大泉町 - 邑楽郡邑楽町 - 館林市 - 邑楽郡板倉町
- 埼玉県
  - 加須市
- 茨城県
  - 古河市 - 猿島郡境町 - 坂東市 - 常総市 - つくばみらい市 - つくば市 - 土浦市 - かすみがうら市 - 行方市 - 鉾田市

### 交差する道路
バイパスの交差する道路については各記事を参照されたい。
- 交差する道路の特記がないものは市町道。

| 交差する道路                                          | 交差する道路                                              | 交差点名 | 交差点名       | 交差点名              |
| ----------------------------------------------------- | --------------------------------------------------------- | -------- | -------------- | --------------------- |
| 国道18号 安中・上田方面                               |                                                           |          |                |                       |
| 国道17号（高崎バイパス）                              | 国道17号（高崎前橋バイパス）                              | 群馬県   | 高崎市         | 君が代橋東            |
| -（屈折）                                             | 県道25号高崎渋川線 県道27号高崎駒形線                     | 群馬県   | 高崎市         | 住吉町                |
| 県道29号あら町下室田線                                | -（屈折）                                                 | 群馬県   | 高崎市         | 本町一丁目            |
| -（屈折）                                             | 県道129号飯玉本町線                                       | 群馬県   | 高崎市         | 本町三丁目            |
| 県道71号高崎神流秩父線                                | -（屈折）                                                 | 群馬県   | 高崎市         | 田町北                |
| -（屈折）                                             | 県道12号前橋高崎線 県道24号高崎伊勢崎線                   | 群馬県   | 高崎市         | 江木町                |
| 県道12号前橋高崎線 高崎駅東口                         | -（屈折）                                                 | 群馬県   | 高崎市         | 栄町                  |
| この間東毛広域幹線道路#交差する道路を参照             |                                                           |          |                |                       |
|                                                       | 県道367号海老瀬下五箇線                                   | 群馬県   | 板倉町         | 小保呂東              |
| 県道415号柳生停車場線                                 | 県道415号柳生停車場線                                     | 埼玉県   | 加須市         | 柳生                  |
| 県道46号加須北川辺線                                  | 県道46号加須北川辺線                                      | 埼玉県   | 加須市         | 柏戸(中)              |
| 国道354号旧道（三国橋・佐野方面）                     | -                                                         | 茨城県   | 古河市         | 鴻巣西                |
| 県道228号原中田線                                     | 県道261号野木古河線                                       | 茨城県   | 古河市         | 古河二高入口          |
| 国道4号（古河バイパス）                               | 国道4号（古河バイパス）                                   | 茨城県   | 古河市         | 大堤                  |
| 県道56号つくば古河線                                  | 県道56号つくば古河線                                      | 茨城県   | 古河市         | 釈迦北                |
| 国道4号（新4号国道）                                  | 国道4号（新4号国道）                                      | 茨城県   | 境町           | 塚崎                  |
| 県道190号境間々田線                                   |                                                           | 茨城県   | 境町           | 境特別支援入口        |
|                                                       | 県道190号境間々田線                                       | 茨城県   | 境町           |                       |
| 県道190号境間々田線                                   |                                                           | 茨城県   | 境町           | 塚崎南                |
| -                                                     | 県道24号土浦境線                                          | 茨城県   | 境町           | 宮本町                |
| -                                                     | 県道17号結城野田線                                        | 茨城県   | 境町           | 道の駅さかい入口      |
| 利根渡良瀬自転車道                                    | -                                                         | 茨城県   | 境町           | -                     |
| -                                                     | 県道24号土浦境線                                          | 茨城県   | 境町           | 下小橋                |
|                                                       | 県道24号土浦境線                                          | 茨城県   | 境町           |                       |
| 県道215号伏木坂東線                                   |                                                           | 茨城県   | 境町           | 伏木南                |
| -                                                     | 県道20号結城坂東線                                        | 茨城県   | 坂東市         | 岩井交番前            |
| 県道142号岩井野田線                                   | 県道123号土浦坂東線                                       | 茨城県   | 坂東市         | 仲町十字路            |
| 県道215号伏木坂東線                                   |                                                           | 茨城県   | 坂東市         | 新町                  |
| 県道20号結城坂東線                                    |                                                           | 茨城県   | 坂東市         | 辺田                  |
| 県道20号結城坂東線                                    | -                                                         | 茨城県   | 坂東市         | 辺田東                |
| 県道252号坂東菅生線                                   | 県道136号高崎坂東線                                       | 茨城県   | 坂東市         | 神田山                |
|                                                       | 県道135号猿島水海道線                                     | 茨城県   | 坂東市         | 上大口                |
| 県道58号取手豊岡線バイパス                            | 県道58号取手豊岡線バイパス                                | 茨城県   | 常総市         | 豊坂橋北              |
| 県道58号取手豊岡線                                    |                                                           | 茨城県   | 常総市         | 貫通道路入口          |
|                                                       | 県道134号鴻野山水海道線                                   | 茨城県   | 常総市         | 西中入口              |
| 県道330号水海道停車場線                               |                                                           | 茨城県   | 常総市         | 諏訪町                |
| 県道357号谷和原下館線                                 | 県道357号谷和原下館線                                     | 茨城県   | 常総市         | 水海道郵便局前        |
| 国道294号（常総バイパス） 県道130号常総取手線         | 国道294号（常総バイパス）（重複）                         | 茨城県   | 常総市         | 新井木                |
| 国道294号（常総バイパス）（重複）                     | 国道354号（岩井水海道バイパス） 国道294号（常総バイパス） | 茨城県   | 常総市         | 相平橋西              |
| 県道129号下妻常総線                                   | 県道129号下妻常総線                                       | 茨城県   | 常総市         | 大生小南              |
| 県道133号赤浜谷田部線                                 | 県道133号赤浜谷田部線                                     | 茨城県   | つくばみらい市 |                       |
| 県道355号東楢戸真瀬線（都市軸道路）                   | 県道45号つくば真岡線                                      | 茨城県   | つくば市       | 真瀬入口              |
| 県道220号島名福岡線                                   |                                                           | 茨城県   | つくば市       |                       |
| -（屈折）                                             | 県道19号取手つくば線（新都市中央通り）                    | 茨城県   | つくば市       |                       |
| 県道133号赤浜谷田部線                                 | -（屈折）                                                 | 茨城県   | つくば市       | 谷田部                |
| 県道3号つくば野田線                                   | -                                                         | 茨城県   | つくば市       | 福田坪                |
| 県道143号谷田部牛久線                                 | -                                                         | 茨城県   | つくば市       | 谷田部診療所前        |
| 県道19号取手つくば線                                  | 県道19号取手つくば線                                      | 茨城県   | つくば市       | 上横場                |
| 国道408号（牛久学園通り）                             | 国道408号（牛久学園通り）                                 | 茨城県   | つくば市       | 榎戸                  |
| 県道202号館野牛久線                                   |                                                           | 茨城県   | つくば市       | 小野川小入口          |
| 県道273号館野荒川沖停車場線                           |                                                           | 茨城県   | つくば市       | 赤塚                  |
| 県道244号妻木赤塚線（学園西大通り）                   | 県道244号妻木赤塚線（学園西大通り）                       | 茨城県   | つくば市       | 稲荷前                |
| 県道55号土浦つくば線（学園東大通り）                  | 県道55号土浦つくば線（学園東大通り）                      | 茨城県   | つくば市       | 大角豆                |
| 県道201号藤沢荒川沖線                                 |                                                           | 茨城県   | つくば市       |                       |
| E6 常磐自動車道桜土浦インターチェンジ                 | E6 常磐自動車道桜土浦インターチェンジ                     | 茨城県   | つくば市       | -                     |
| 国道6号（土浦バイパス） 国道125号（阿見美浦バイパス） | 国道6号（土浦バイパス） 国道125号（阿見美浦バイパス）     | 茨城県   | 土浦市         | 中村陸橋下            |
| 県道123号土浦坂東線                                   | 県道123号土浦坂東線                                       | 茨城県   | 土浦市         | 下高津                |
| 県道24号土浦境線                                      | 県道24号土浦境線                                          | 茨城県   | 土浦市         | 千束町                |
| -（屈折）                                             | 国道125号                                                 | 茨城県   | 土浦市         | 亀城公園北            |
| 国道125号                                             | -（屈折）                                                 | 茨城県   | 土浦市         | 中央一丁目 中央二丁目 |
| 県道344号真鍋停車場線                                 |                                                           | 茨城県   | 土浦市         |                       |
| -（屈折）                                             | 国道354号（土浦バイパス） 県道141号牛渡馬場山土浦線       | 茨城県   | 土浦市         | 木田余バイパス西入口  |
|                                                       | 県道118号石岡田伏土浦線                                   | 茨城県   | 土浦市         | 手野町南              |
| 県道197号戸崎上稲吉線                                 | 県道197号戸崎上稲吉線                                     | 茨城県   | 土浦市         | 加茂入口              |
| 県道141号牛渡馬場山土浦線                             | 県道141号牛渡馬場山土浦線                                 | 茨城県   | かすみがうら市 |                       |
| 県道118号石岡田伏土浦線                               |                                                           | 茨城県   | かすみがうら市 |                       |
| 国道355号                                             | 国道355号                                                 | 茨城県   | 行方市         | 高須                  |
| 県道183号山田玉造線                                   | 県道116号鹿田玉造線                                       | 茨城県   | 行方市         | 玉造町諸井            |
| 県道50号水戸神栖線                                    | 県道50号水戸神栖線                                        | 茨城県   | 行方市         | 泉北                  |
| 県道184号島並鉾田線                                   | 県道184号島並鉾田線                                       | 茨城県   | 行方市         | 両宿北                |
| 県道2号水戸鉾田佐原線                                 | 県道2号水戸鉾田佐原線                                     | 茨城県   | 行方市         | 小舟津十字路          |
| 県道183号山田玉造線                                   | -                                                         | 茨城県   | 行方市         | 鹿行大橋西            |
| 県道18号茨城鹿島線                                    | 県道18号茨城鹿島線                                        | 茨城県   | 鉾田市         | 鹿行大橋東            |
| 県道242号大洋鹿島線                                   | 県道242号大洋鹿島線                                       | 茨城県   | 鉾田市         | 大蔵                  |
| 国道51号                                              | 国道51号                                                  | 茨城県   | 鉾田市         | 大洋総合支所入口      |

### 旧道（古河市内）
| 交差する道路                                  | 交差する道路                                  | 交差点名 | 交差点名 | 交差点名 |
| --------------------------------------------- | --------------------------------------------- | -------- | -------- | -------- |
| 県道503号古河坂東自転車道線 県道9号佐野古河線 | 県道503号古河坂東自転車道線 県道9号佐野古河線 | 茨城県   | 古河市   | 三国橋   |
| 国道354号（柏戸陸橋、新三国橋）               | -（屈折）                                     | 茨城県   | 古河市   | 鴻巣西   |